# ISO 3166-2:KN
ISO 3166-2:KN is een ISO-standaard met betrekking tot de zogenaamde geocodes. Het is een subset van de ISO 3166-2 tabel, die specifiek betrekking heeft op Saint Kitts en Nevis.
De gegevens werden tot op 27 november 2015 geüpdatet op het ISO Online Browsing Platform (OBP). Hier worden 14 (civiele) parochies  -  parish (en) / paroisse (fr) - en 2 staten - state (en) / État (fr) - gedefinieerd.
Volgens de eerste set, ISO 3166-1, staat KN voor Saint Kitts en Nevis, het tweede gedeelte is een eenletterige code of een tweecijferig nummer (met voorloopnullen).

## Codes
| Code  | Naam                       | Lettercode | Categorie          | Deel van |
| ----- | -------------------------- | ---------- | ------------------ | -------- |
| KN-N  | Nevis                      |            | staat              |          |
| KN-04 | Saint George Gingerland    | GGI        | (civiele) parochie | KN-N     |
| KN-05 | Saint James Windward       | JWI        | (civiele) parochie | KN-N     |
| KN-07 | Saint John Figtree         | JFI        | (civiele) parochie | KN-N     |
| KN-10 | Saint Paul Charlestown     | PCH        | (civiele) parochie | KN-N     |
| KN-12 | Saint Thomas Lowland       | TLO        | (civiele) parochie | KN-N     |
| KN-K  | Saint Kitts                |            | staat              |          |
| KN-01 | Christ Church Nichola Town | CCN        | (civiele) parochie | KN-K     |
| KN-02 | Saint Anne Sandy Point     | ASP        | (civiele) parochie | KN-K     |
| KN-03 | Saint George Basseterre    | GBA        | (civiele) parochie | KN-K     |
| KN-06 | Saint John Capisterre      | JCA        | (civiele) parochie | KN-K     |
| KN-08 | Saint Mary Cayon           | MCA        | (civiele) parochie | KN-K     |
| KN-09 | Saint Paul Capisterre      | PCA        | (civiele) parochie | KN-K     |
| KN-11 | Saint Peter Basseterre     | OBS        | (civiele) parochie | KN-K     |
| KN-13 | Saint Thomas Middle Island | TMI        | (civiele) parochie | KN-K     |
| KN-15 | Trinity Palmetto Point     | TPP        | (civiele) parochie | KN-K     |